# The Gold Diggers (film, 1923)
Pour les articles homonymes, voir The Gold Diggers.
Pour plus de détails, voir Fiche technique et Distribution.
The Gold Diggers est un film américain réalisé par Harry Beaumont et sorti en 1923.

## Synopsis
Wally Saunders veut épouser Violet Dayne, une choriste Violet Dayne mais son oncle, Stephen Lee pense que tous les choristes ne sont que des escrocs avec l'appât du gain et refuse catégoriquement de donner son approbation pur leur union. L'ami de Violet, Jerry La Mar, également choriste, n'est pas une escroc mais elle accepte de s'en prendre à Lee de manière si agressive que à côté, Violet aura l'air apprivoisée en comparaison. Lors de leur rencontre l'oncle et Jerry tombent amoureux et se marient, même après qu'il sache la vérité sur ses premières intentions et il accorde la permission à Wally et Violet de se marier.

## Fiche technique
- Réalisation : Harry Beaumont
- Scénario : Grant Carpenter d'après la pièce de Avery Hopwood
- Production : Warner Bros. Pictures
- Photographie :
- Montage : Frank Mitchell Dazey
- Type : noir & blanc
- Date de sortie: 
  - États-Unis : 22 septembre 1923

## Distribution
- Hope Hampton : Jerry La Mar
- Wyndham Standing : Stephen Lee
- Louise Fazenda : Mabel Munroe
- Gertrude Short : Topsy St. John
- Alec Francis : James Blake
- Jed Prouty : Barney Barnett
- Arita Gillman : Eleanor Montgomery
- Peggy Browne : Trixie Andres
- Margaret Seddon : Mrs. La Mar
- John Harron : Wally Saunders
- Anne Cornwall : Violet Dayne
- Louise Beaudet : Cissie Gray
- Edna Tichenor : Dolly Baxter